# Pericoma bipunctata
Pericoma bipunctata är en tvåvingeart som beskrevs av Kincaid 1899. Pericoma bipunctata ingår i släktet Pericoma och familjen fjärilsmyggor. Inga underarter finns listade i Catalogue of Life.